# ニルヴァーナ山
ニルヴァーナ山は、カナダ・ノースウエスト準州の最高峰の非公式の名称で、標高2,773 m (9,098 ft)。

## 歴史
マッケンジー山脈の一部分で、ビル・バッキンガムとルー・サールダムにより1965年7月に初めて登頂された。

## 今日
2008年現在、カナダ政府はこの山を"unnamed peak"としているが、「ニルヴァーナ山」の名前は高山についての書籍で一般的に使われている。